# Villovieco (kommunhuvudort)
Villovieco är en kommunhuvudort i Spanien.   Den ligger i provinsen Provincia de Palencia och regionen Kastilien och Leon, i den norra delen av landet, 220 km norr om huvudstaden Madrid. Villovieco ligger 787 meter över havet och antalet invånare är 105.
Terrängen runt Villovieco är huvudsakligen platt. Villovieco ligger nere i en dal. Runt Villovieco är det glesbefolkat, med 19 invånare per kvadratkilometer. Närmaste större samhälle är Frómista, 7,0 km sydost om Villovieco. Trakten runt Villovieco består till största delen av jordbruksmark.